# Abu Dhabi International Triathlon

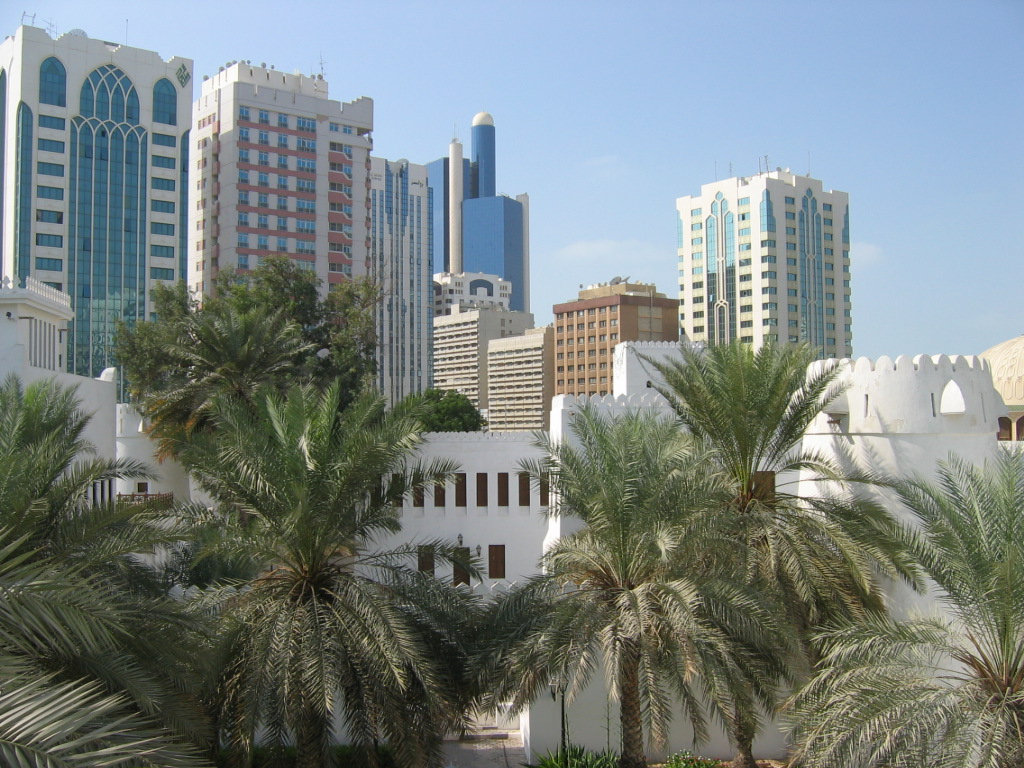
Abu Dhabi vom Fort Qasr al-Husn aus gesehen

Der Abu Dhabi International Triathlon war ein von 2010 bis 2014 jährlich im März stattfindender Triathlon-Wettkampf in Abu Dhabi in den Vereinigten Arabischen Emiraten.

## Organisation
Erstmals wurde dieser Bewerb hier am 13. März 2010 ausgetragen. Der Start zum Schwimmen erfolgt am Ufer direkt hinter dem Emirates Palace Hotel.
Bei der Erstaustragung 2010 waren noch 800 und 2011 schon 1500 Triathleten aus 51 Ländern am Start.
2015 wurden die Rennen auf der olympischen Distanz vom internationalen Triathlon-Verband ITU (International Triathlon Union) in ihre Weltmeisterschaft-Rennserie aufgenommen.

## Ergebnisse
Die Triathlon-Bewerbe wurden hier sowohl über die Lang- als auch die Kurz- und die Sprintdistanz ausgetragen. Im Vergleich zu den Ironman-Rennen warteten diese Rennen mit längeren Radetappen und dafür kürzeren Laufstrecken auf.

### Langdistanz
Die Distanzen gingen hier über 3 km Schwimmen, 200 km Radfahren und 20 km Laufen.
Der Spanier Eneko Llanos setzte 2010 mit seiner Siegerzeit von 6:34:37 h den Streckenrekord und bei den Frauen hält die Britin Julie Dibens ebenso seit der Erstaustragung mit ihrer Siegerzeit von 2010 in 7:08:25 h die schnellste Zeit auf der Langdistanz.
| Datum/Jahr    | Männer                  | Männer              | Männer            | Frauen                 | Frauen             | Frauen               |
| Datum/Jahr    | Erster Platz            | Zweiter Platz       | Dritter Platz     | Erster Platz           | Zweiter Platz      | Dritter Platz        |
| ------------- | ----------------------- | ------------------- | ----------------- | ---------------------- | ------------------ | -------------------- |
| 15. März 2014 | Tyler Butterfield       | Bas Diederen        | Sylvain Sudrie    | Melissa Hauschildt -2- | Yvonne van Vlerken | Michelle Vesterby    |
| 2. März 2013  | Frederik Van Lierde -2- | Eneko Llanos        | Tyler Butterfield | Melissa Hauschildt     | Caroline Steffen   | Michelle Vesterby    |
| 3. März 2012  | Rasmus Henning          | Faris Al-Sultan     | Eneko Llanos      | Nikki Butterfield      | Angela Naeth       | Caroline Steffen     |
| 12. März 2011 | Frederik Van Lierde     | Marino Vanhoenacker | Dirk Bockel       | Julie Dibens -2-       | Caroline Steffen   | Catriona Morrison    |
| 13. März 2010 | Eneko Llanos (SR)       | Dirk Bockel         | Rasmus Henning    | Julie Dibens (SR)      | Leanda Cave        | Virginia Berasategui |

### Kurzdistanz
Auf der olympischen Distanz bestanden die Wettkämpfe aus 1,5 km Schwimmen, 40 km Radfahren und 10 km Laufen.
| Datum/Jahr   | Männer         | Männer         | Männer           | Frauen         | Frauen          | Frauen        |
| Datum/Jahr   | Erster Platz   | Zweiter Platz  | Dritter Platz    | Erster Platz   | Zweiter Platz   | Dritter Platz |
| ------------ | -------------- | -------------- | ---------------- | -------------- | --------------- | ------------- |
| 5. Mär. 2016 | Mario Mola -2- | Richard Murray | João Pedro Silva | Jodie Stimpson | Ashleigh Gentle | Helen Jenkins |
| 7. Mär. 2015 | Mario Mola     | Vincent Luis   | Richard Murray   | Gwen Jorgensen | Katie Zaferes   | Flora Duffy   |

Die Distanzen beim Abu Dhabi International Short Course Triathlon gingen bis 2014 über 1,5 km Schwimmen, 100 km Radfahren und 10 km Laufen.
| Datum/Jahr    | Männer                | Männer            | Männer                | Frauen               | Frauen          | Frauen        |
| Datum/Jahr    | Erster Platz          | Zweiter Platz     | Dritter Platz         | Erster Platz         | Zweiter Platz   | Dritter Platz |
| ------------- | --------------------- | ----------------- | --------------------- | -------------------- | --------------- | ------------- |
| 15. März 2014 | Alistair Brownlee -2- | Jonathan Brownlee | Ruedi Wild            | Svenja Bazlen        | Annabel Luxford | Lisa Marangon |
| 2. März 2013  | Alistair Brownlee     | Cesar Beilo       | Alexander Brjuchankow | Edith Niederfriniger | Deirdre Casey   | Rebecca Grace |
| 3. März 2012  | Gabriele Mazzetta     | Martin Kleinl     | Robert Brundish       | Rut Brito            | Rebecca Slack   | Liz Pinches   |
| 12. März 2011 | Cesar Beilo           | Omar Nour         | Jan van Berkel        | Jane Westley         | Rut Brito       | Rebecca Slack |
| 13. März 2010 | Jan van Berkel        | Martin Malleier   | Ciro Tobar            | Ina Reinders         | Anja Heijnen    | Jane Westley  |

### Sprintdistanz
Zudem wurde hier ein Sprint-Triathlon über die Distanzen 750 m Schwimmen, 50 km Radfahren und 5 km Laufen ausgetragen.
| Datum/Jahr   | Männer         | Männer        | Männer        | Frauen       | Frauen             | Frauen         |
| Datum/Jahr   | Erster Platz   | Zweiter Platz | Dritter Platz | Erster Platz | Zweiter Platz      | Dritter Platz  |
| ------------ | -------------- | ------------- | ------------- | ------------ | ------------------ | -------------- |
| 3. März 2012 | Ryan Christian | Neil Flanagan | Adam Tuck     | Liz Mercer   | Catherine Williams | Janelle Watson |